# The dark side of the Moog, vol. 2
The dark side of the Moog, vol. 2 is een studioalbum van Klaus Schulze en Peter Namlook (eigenlijk Peter Kuhlman). Het bevat de voortzetting van de samenwerking tussen deze twee specialisten binnen de elektronische muziek. Opnamen vonden plaats in de privégeluidsstudio van Schulze te Hambühren.
De opname verscheen bij Fax, hetgeen na verloop van tijd distributieproblemen kende en verdween. In 2015 bracht Schulze de gehele serie in drie verzamelboxen uit op zijn eigen platenlabel MIG (Made In Germany). 
De titel van de reeks is een verbastering van Pink Floyds muziekalbum The Dark Side of the Moon. Het is tevens een verwijzing naar het synthesizermerk Moog. De tracks van deel 2 heten alle A saucerful of ambience, een verbastering van Pink Floyd’s album A Saucerful of Secrets. Schulze en Namlook verklaarden dat er geen verband is tussen de muziek van hun en die van Pink Floyd, maar dat het verband gezocht moet worden in het gebruik van de Moog, bij Pink Floyd door Richard Wright. 

## Musici
- Klaus Schulze, Peter Namlook – synthesizers, elektronica

## Muziek
| Nr. | Titel                               | Duur |
| --- | ----------------------------------- | ---- |
| 1.  | A saucerful of ambience (part I)    | 4:58 |
| 2.  | A saucerful of ambience (part II)   | 5:00 |
| 3.  | A saucerful of ambience (part III)  | 5:01 |
| 4.  | A saucerful of ambience (part IV)   | 4:59 |
| 5.  | A saucerful of ambience (part V)    | 5:00 |
| 6.  | A saucerful of ambience (part VI)   | 5:00 |
| 7.  | A saucerful of ambience (part VII)  | 5:00 |
| 8.  | A saucerful of ambience (part VIII) | 5:00 |
| 9.  | A saucerful of ambience (part IX)   | 5:00 |
| 10. | A saucerful of ambience (part X)    | 5:00 |
| 11. | A saucerful of ambience (part XI)   | 5:00 |
| 12. | A saucerful of ambience (part XII)  | 5:55 |